# Мальчик у Христа на ёлке (опера)
«Ма́льчик у Христа́ на ёлке» — опера–рассказ С. А. Дягилева в 3 картинах (2 действиях), либретто С. А. Дягилева по одноименному рассказу Ф. М. Достоевского, а также его рассказу «Мальчик с ручкой» из «Дневника писателя» за 1876 год. написана в Санкт–Петербурге в период с 2003 по 2007 годов. Премьера — 27, 28 ноября 2021 года в Астрахани на сцене Государственного театра оперы и балета в исполнении артистов оперной труппы. Художественный руководитель и главный дирижер премьерного спектакля В. В. Воронин, режиссёр–постановщик Ю. Хубатуллина, художник–сценограф В. Кажлаева, художник по костюмам Ф. Архипов, режиссер по пластике Наталья Шурганова. В 2022 г. опера номинирована на премию «Онегин» 2022

## История создания
Замысел оперы на сюжет двух святочных рассказов Ф. М. Достоевского «Мальчик с ручкой» и «Мальчик у Христа на ёлке»  родился у С. А. Дягилева ещё в студенческие годы. Первоначально автором  планировалось создать небольшую одноактную оперу, однако со временем художественная емкость рассказа Достоевского потребовала от композитора переосмысления масштаба формы. Первоначальный вариант либретто был готов уже в 2000 году, но сама работа над партитурой началась в 2003 году. Непосредственным толчком для активной работы над произведением явилась смерть ребенка близких друзей автора, которая произошла по трагическому стечению обстоятельств именно в день празднования православного Рождества 7 января 2000 года. Оригинальный текст Достоевского во многом сохранил свою первозданность в оперном либретто, были лишь добавлены несколько номеров на собственные слова композитора, а также на текст, взятый из сборника «Народные русские сказки» А. Н. Афанасьева, и стихотворение С.А. Есенина «Калики». В своей первоначальной оркестровой редакции опера была закончена 21 июля 2007 года. Для более успешного продвижения проекта сначала использовался своеобразный уменьшенный состав оркестра и совмещенное использование исполнителей действующих лиц. Руководство Астраханского оперного театра и балета, с которым Дягилев сотрудничает  длительное время, в лице художественного руководителя Воронина В. В. заинтересовалось оперой почти сразу после завершения работы над ней, но постановку удалось осуществить лишь в рамках празднования 200–летия рождения Ф. М. Достоевского благодаря поддержке Президентского фонда культурных инициатив и Российского фонда культуры. В связи с готовящейся постановкой на большой сцене автором было принято решение о создании второй редакции для усиленного состава оркестра, что и было осуществлено весной 2021 года. Непосредственно для постановки оперы в рамках  проекта «Арт—про—движение» руководство театра привлекло молодых специалистов: режиссера Ю. Хубатуллину, художника–сценографа В. Кажлаеву, художника по костюмам Ф. Архипова, а также  режиссера по пластике Наталью Шурганову.Постановочный период длился с августа по ноябрь 2021 года. Премьера спектакля состоялась 27 и 28 ноября 2021 года.

## Особенности трактовки сюжета
В целом оригинальный сюжет двух рассказов Достоевского при создании либретто  удалось сохранить. Однако, совмещая две истории — реальную («Мальчик с ручкой») и вымышленную («Мальчик у Христа на ёлке») в одну целую, композитор–либреттист вводит новый действующий персонаж — писателя, от лица которого и ведется повествование. Зритель сразу видит всех остальных героев, которых писатель придумывает в реальном действии. Кроме этого, все остальные действующие лица: халатники, мать мальчика, старуха и квартальный — имеют свою  развитую законченную сюжетную линию, напрямую связанную не только с судьбой мальчика, но и с религиозно–мистическим, философским подтекстом произведения. Так три халатника, олицетворяющие собой глубину падения человеческой натуры через разврат, пьянство и жестокость, становятся свидетелями тяжелых испытаний, которые приходится пройти мальчику. К концу произведения в них проявляются черты раскаяния и надежда на исправление. Носителем абсолютного зла становится представитель закона — квартальный, который является непосредственным виновником гибели ребенка, не только потому, что цинично бьет его, но и по причине предшествующего равнодушия, которое проявляет в тот момент, когда мальчик более всего нуждается в защите. Напротив, образ матери мальчика трактуется автором гораздо шире, вплоть до образа Матери всех детей, отдаленно ассоциирующегося с Богородицей в эпилоге во время исполнения цитируемой песни Ф. Грубера «Тихая ночь». По первоначальному замыслу композитора партию Невидимого голоса должны были петь исполнители партий халатников. Связано это было с совмещенным использованием для возможности исполнения оперы на небольшой сцене камерного театра. Впоследствии такая необходимость отпала, но по настоянию режиссера премьерного спектакля Ю. Хубатуллиной партию Невидимого голоса оставили исполнителям халатников, которые временно принимали образ древних волхвов, идущих на поклонение родившемуся Иисусу Христу. Это абсолютно совпадало с концепцией автора, по которой герои проходят свое постепенное духовное возрождение. Кроме того, такой прием позволял уйти от прямолинейности при ассоциации с Богом (Троицей), таким образом усилив у зрителя ощущение высокой мистики и тайны.

## Особенности музыкального языка
Музыкальный язык, по словам композитора, сбалансирован между традицией и новаторством:
Мы, питерцы, любим эксперимент… вывести людей из состояния равновесия, покоя... но материал этот не терпит никакой вольности, поэтому... я балансировал между своими искушениями и желанием все–таки  отдаться тем наработкам, которые мне дала моя «альма–матер», а с другой стороны…  старался.. искать уже какую–то новую интонацию, потому что Достоевский — это, конечно, в музыкальном отношении... очень сложный язык... цепкий, «гоголевский», саркастичный… жесткий иногда..
Следуя традиции классической оперы, Дягилев использует форму номерной структуры. При этом в каждом номере почти всегда  заключено непосредственное действие и развитие сюжета. В целом, интонации, как вокальные, так и инструментальные, достаточны просты и основываются на традиционном использовании системы лейтмотивов с их достаточно динамичным симфоническим развитием и преобразованием.
Хотя в своем интервью, которое автор дал композитору, музыковеду и журналисту К. В. Гузенко в его авторской передаче «Культура.Национальное достояние», Дягилев говорит, что у него цитирования почти нет, тем не менее некоторые прямые отсылки на известные произведения в музыке спектакля все же имеются. Так, через всю оперу (как уже говорилось выше) проходит лейтмотив на основе песни Ф. Грубера «Ночь тиха», символизирующий высшую силу справедливости. В конце он звучит уже как прямая цитата песни на фоне темы известного в церковном обиходе Рождественского тропаря «Дева днесь...» Кроме того, в одном из номеров с халатниками применено прямое цитирование «Цыганочки» и народных «Страданий».

## Действующие лица и премьерный состав
| Партия                                                                                         | Премьера в Астрахани 27 ноября 2021 года дирижёр В. В. Воронин | Премьера в Астрахани 28 ноября 2021 года дирижёр В. В. Воронин |
| ---------------------------------------------------------------------------------------------- | -------------------------------------------------------------- | -------------------------------------------------------------- |
| Мальчик (сопрано)                                                                              | Оксана Воронина                                                | Рузалина Никифорова                                            |
| Писатель (тенор)                                                                               | Роман Завадский                                                | Роман Завадский                                                |
| Мать мальчика (меццо-сопрано)                                                                  | Зинаида Дюжова                                                 | Татьяна Чупина                                                 |
| Квартальный (тенор)                                                                            | Роман Завадский                                                | Роман Завадский                                                |
| Старушонка (меццо-сопрано/контральто)                                                          | Ольга Богуш                                                    | Ксения Григорьева                                              |
| Первый халатник (тенор)                                                                        | Иван Михайлов                                                  | Иван Михайлов                                                  |
| Второй халатник (баритон)                                                                      | Андрей Шитиков                                                 | Сергей Тараненко                                               |
| Третий халатник (бас)                                                                          | Дмитрий Шарманов                                               | Андрей Пужалин                                                 |
| Ряженая (баритон)                                                                              | Вадим Шишкин                                                   | Тимофей Вершинин                                               |
| Хор, роли без слов: фабричные девки, народ, дети на улице, матери умерших детей, умершие дети. |                                                                |                                                                |

## Краткое содержание
Действие оперы происходит в Петербурге в конце XIX в.

### Первое действие
Пролог.

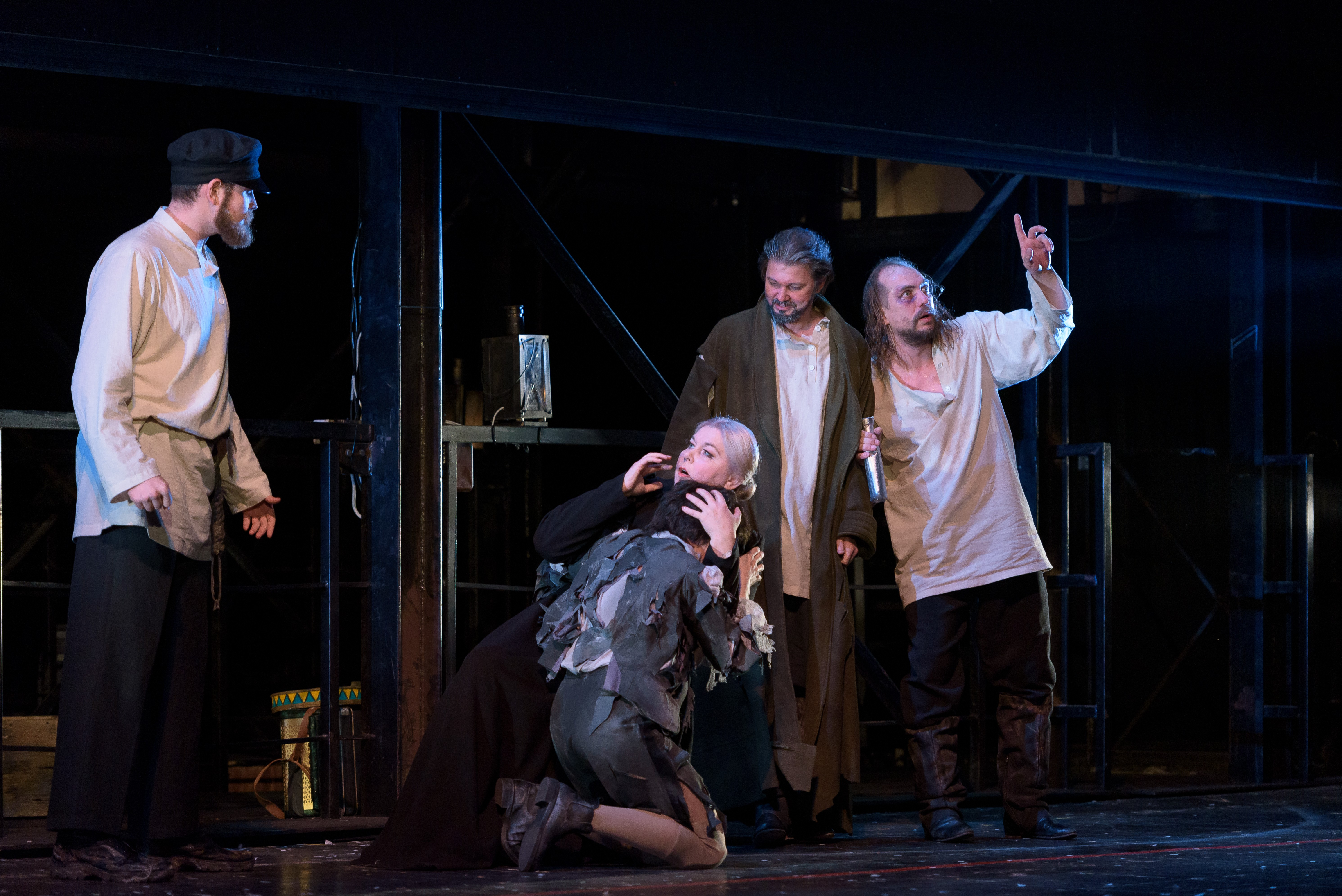
Сцена из первой картины. Премьерный показ спектакля

По петербургской улице, где слышен шум праздничного веселья, бредёт Писатель. Навстречу ему попадается просящий милостыню Мальчик. Мама его больна и не имеет работы.
«Я романист, и, кажется, одну историю сам сочинил...», – этими словами писатель словно отправляет Мальчика навстречу его судьбе.
Первая картина. «В подвале»
Мальчик возвращается в подвал петербургской трущобы, ставший пристанищем ему и его больной матери. Вечно пьяные «халатники» играют в карты, ругаются, горланят песни. Увидев мальчика, они догадываются, что он достал немного денег, и требуют, чтобы он сбегал за водкой.
Получив водку, халатники оживляются, танцуют «цыганочку», устраивают шутовской ритуал благоговейного поклонения своей «святыне», кривляются, дразнят древнюю Старушонку, называя её «невестушкой» своего пьяного товарища.
Появляется Квартальный, видит грязь, разврат, водку, но, махнув рукой, уходит: всё это продолжается изо дня в день. А халатники продолжают гульбу и насильно поят Мальчика.
Звуки церковного колокола напоминают им, что сегодня Рождественский сочельник. С визгом и хохотом вваливается ватага фабричных девок. Играет гармонь, все пляшут кадриль вокруг испуганных Мальчика и Матери, пока Старуха, грозя кулаком, не выгоняет их на улицу.
Мать прижимает к себе сына и поёт ему прощальную колыбельную. Когда Мальчик просыпается, его мама лежит холодная, как стена, и не отвечает ему. Мальчик берёт свой картузик и снова идёт на улицу, чтобы достать немного денег.

### Второе действие
Вторая картина. «На улице»
В городе предпраздничная суета. Мальчик бредёт, коченея от холода. Иногда ему дают немного мелких монеток, иногда просто прогоняют. А за окнами нарядные люди, украшенные ёлки... Он никогда не видел, как живут богатые счастливые люди. В одном из окон Мальчик видит диковинных кукол и с восторгом их разглядывает. Его замечают халатники и, желая посмеяться, с хохотом вталкивают Мальчика в дом. За ними наблюдает Квартальный.
Вскоре Мальчика выпроваживают из дома, сунув ему копеечку. Но Мальчик не удерживает монетку негнущимися пальцами, роняет её и не находит. Вытирая слёзы, он бежит дальше на звуки праздника, туда, где толпа наблюдает за куклами, танцующими под звуки шарманки.
Мальчик сталкивается с Квартальным. Тот давно наблюдает за этим оборванцем, портящим своим видом картину праздника. Квартальный с ненавистью хватает мальчика за шиворот и швыряет на землю. Халатники, в ужасе трезвея, толпятся вокруг.
Переход ко третьей картине.
А мальчик уже ничего больше не чувствует. Он слышит во тьме голос, похожий на мамин: «Пойдём ко мне на ёлку, Мальчик...» Нет, это не мамин голос, но очень добрый! Кто-то берёт его за руку, поднимает и ведёт
куда-то...
Третья картина. «На ёлке»
Мальчик видит, что попал в чудесное место с восхитительной ёлкой, а по сторонам, словно за невидимой чертой, стоят женщины. Это матери умерших детей. Появляются и сами дети: они танцуют и поют. А вот и его мама. «Мама, мама, я сплю. Ах, как тут спать хорошо!» Свет! Свет! Нет разлуки, нет боли. Всё блестит, сияет! А кругом мальчики и девочки, такие светлые! «Но кто же вы, мальчики и девочки, откуда вы и где я?»
– Это «Христова ёлка». Она всегда в этот день у Христа для маленьких деточек, у которых нет ёлки... а мы такие же, как ты, дети!
– Мы замёрзли в корзинах – в них подбросили нас к дверям чиновников!
– Нас забыли в болезнях попечители наших душ от воспитательного дома!
– А мы умерли в голод у иссохшей груди матерей!
Какие только истории ни довелось ему услышать под беззвучные слёзы стоящих рядом матерей!
Но вот на ёлке зажглись огоньки, поплыли чудесные Рождественские образы, а всё тот же знакомый голос запел: «Все они теперь как ангелы, все они теперь со Мной, и Я Сам среди них, и всех благословляю...»
Но сердце Мальчика неспокойно: «Мама! А как же ты?»
– Мальчик, не плачь, ты будешь с мамой, просто дай нам руку.
Дети дают ему маленький фонарик, и они торжественно идут друг за другом, чтобы, достигнув «неба», зажечь Вифлеемскую звезду...
Эпилог.
«Дети странный народ, они снятся и мерещатся». Слабый свет фонаря освещает Петербургский двор, где лежит мёртвый Мальчик. Перед ним на коленях застыл Писатель, рядом халатники метут двор:
– И матушку его разыскали... Та умерла прежде его... Оба свиделись у Господа Бога на Небе...
Они вздыхают, но изменятся ли они? Чего стоит их запоздалое раскаяние? Один Бог знает...
Тихо падают снежинки, и в гулком дворе звучат отчаянные слова Писателя:
«И зачем я сочинил такую неразумную историю?»
Но ещё где-то высоко на небе слышны слова Рождества:
«Ночь тиха, ночь свята, свет с небес льёт звезда... Спи, Младенец Святой».